# مظاهرة عسكرية

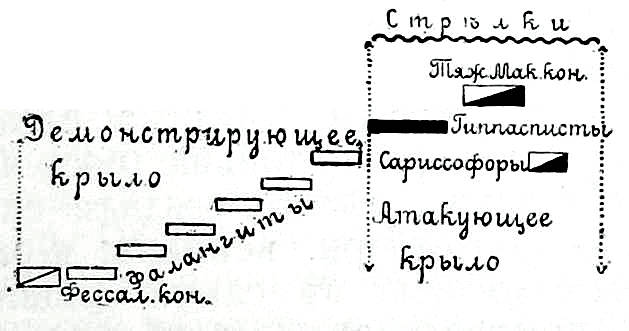
الفن العسكري (العلوم العسكرية)

المظاهرة العسكرية ، في المصطلحات العسكرية، هي هجوم أو عرض للقوة على جبهة معينة لا يطلب فيها قرار بهدف خداع العدو.
مثال على مظاهرة في الحرب الأهلية الأمريكية كانت في معركة جيتيسبيرغ في 2 يوليو 1863 أمر الجنرال روبرت لي الجنرال ريتشارد إيويل بتنظيم مظاهرة في كولب هيل على الجهة اليمنى لجيش الاتحاد بينما أطلق جيش الاتحاد بقيادة الجنرال جيمس لونغستريت الهجوم الرئيسي على الجناح الأيسر من جيش الاتحاد.